# 马恩河畔尚日
马恩河畔尚日（法語：Changis-sur-Marne，法語發音：[ʃɑ̃ʒi syʁ maʁn] ⓘ）是法国法蘭西島大區塞纳-马恩省的一个市镇，属于莫城区。

## 地理
马恩河畔尚日（48°57'28"N, 3°1'7"E）面积6.98 平方千米，位于法国法蘭西島大區塞纳-马恩省，该省份为法国北部内陆省份，北起瓦兹省，西接埃松省、马恩河谷省、塞纳-圣但尼省和瓦兹河谷省，南至卢瓦雷省，东南接约讷省，东临马恩省和奥布省，东北接埃纳省。
与马恩河畔尚日接壤的市镇（或旧市镇、城区）包括：圣让莱德瑞莫、马恩河畔于西、布里地区阿尔芒蒂耶尔、热涅。

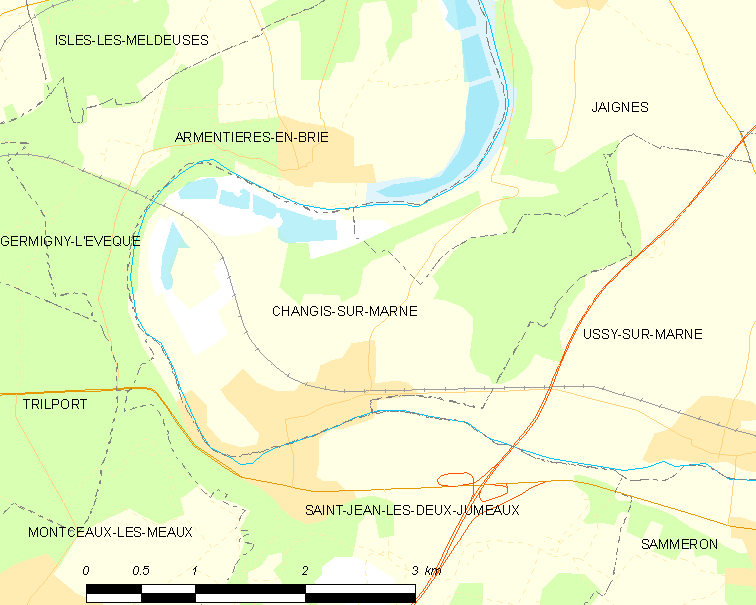
马恩河畔尚日的OSM定位图

马恩河畔尚日的时区为UTC+01:00、UTC+02:00（夏令时）。

## 行政
马恩河畔尚日的邮政编码为77660，INSEE市镇编码为77084。

## 政治
马恩河畔尚日所属的省级选区为拉费泰苏茹阿尔县。

## 人口

1962-2008年间马恩河畔尚日人口变化图示

马恩河畔尚日于2022年1月1日时的人口数量为1352人。